# Monte Panigheto
Il Monte Panigheto è una montagna dell'Appennino forlivese, posta vicino al confine con la provincia di Ravenna, nel territorio comunale di Modigliana.
Posto in linea d'aria pochi chilometri più a nord di monte Budrialto, il monte Panigheto (662 m di altitudine) fa parte del suo medesimo crinale spartiacque; esso infatti divide la valle del fiume Lamone (a sinistra) da quella del suo principale affluente, il torrente Marzeno. Il monte Panigheto è inoltre importante perché vi nascono numerosi ruscelli affluenti del Marzeno stesso nonché un importante affluente del Lamone.